# Мазур, Владислав Витальевич
Владислав Витальевич Мазур (род. 21 ноября 1996 года) — украинский легкоатлет, специализирующийся в прыжках в длину. Чемпион Украины 2017 года.

## Биография
В 2017 году занял первое место в чемпионате Европы по лёгкой атлетике среди молодёжи в прыжках в длину с результатом 8,04 м. 

## Достижения
| Год  | Чемпионат                       | Место проведения    | Дисциплина      | Место  | Результат |
| ---- | ------------------------------- | ------------------- | --------------- | ------ | --------- |
| 2013 | Чемпионат мира среди юношей     | Донецк, Украина     | Прыжки в высоту | 14 (q) | 2,07 м    |
| 2015 | Чемпионат Европы среди юниоров  | Эскильстуна, Швеция | Прыжки в длину  | 13 (q) | 7,03 м    |
| 2017 | Чемпионат Европы в помещении    | Белград, Сербия     | Прыжки в длину  | 15 (q) | 7,58 м    |
| 2017 | Чемпионат Европы среди молодёжи | Быдгощ, Польша      | Прыжки в длину  | 1      | 8,04 м    |